# Casa de Dimitrije Krsmanović

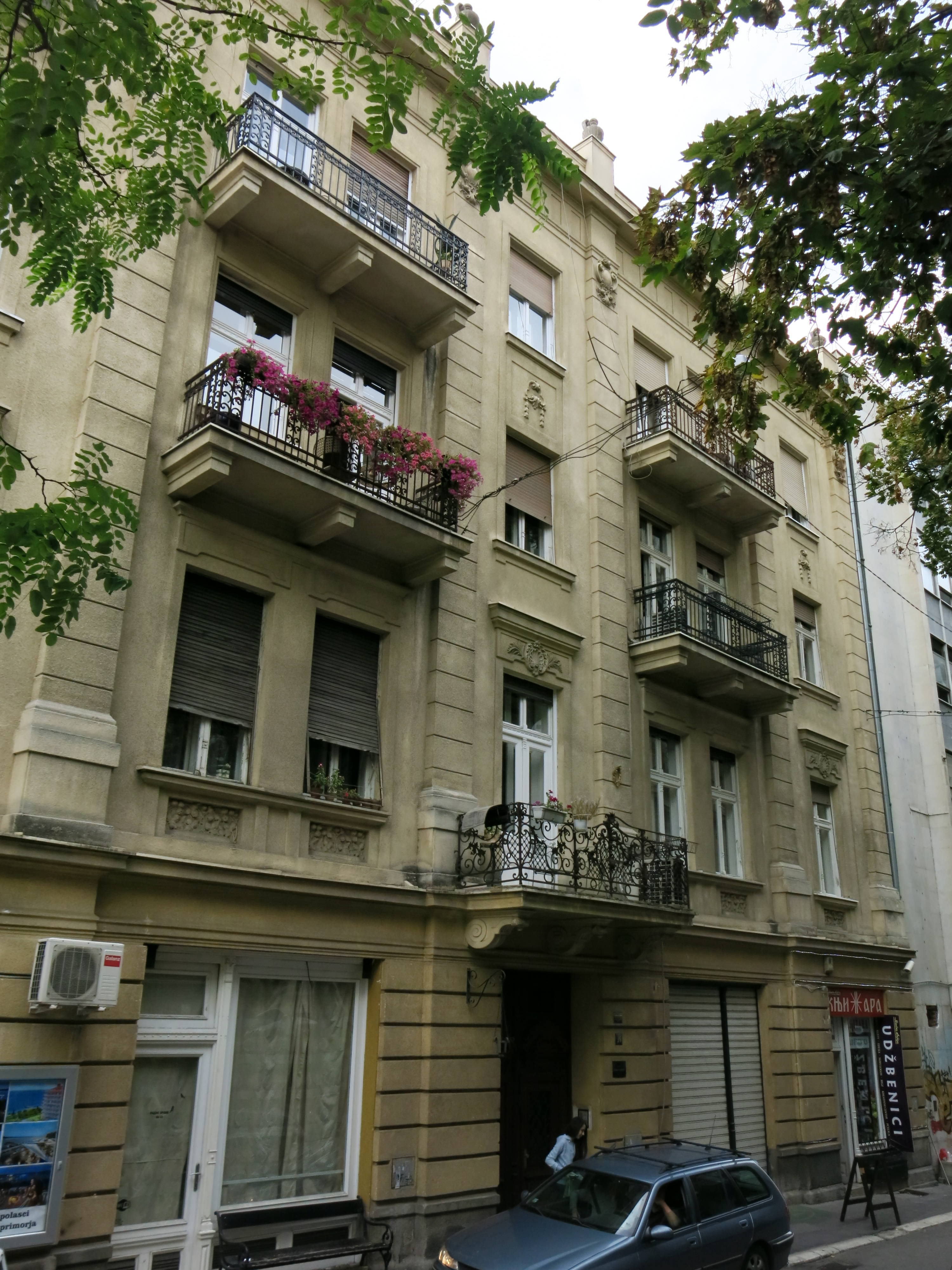
La casa de Dimitrije Zivadinovic
Información general:
Ciudad = Belgrado
Municipio = Stari grad
País = Serbia
Creación = 1904
Tipo = Bien de interés cultural
Institución competente: Instituto para la Protección del Patrimonio Cultural
Sede: Belgrado, Dirección: Kalemegdan 14 11000
Web sitio oficial

La casa de Dimitrije Zivadinovic se encuentra en Belgrado, en el territorio del municipio urbano Stari grad. Fue levantada en el año 1904 y representa un bien de interés cultural inmueble como un monumento cultural.
La casa de Dimitrije Zivadinovic fue construida por el proyecto del arquitecto famoso de Belgrado, Milan Antonović, como un edificio de viviendas y oficinas con un lugar para comercio de papel en el subterráneo y en la planta baja y con habitaciones residenciales en la primera planta. El edificio representativo de un respetable banquero, comerciante y el presidente de comité directivo de la Cooperativa bancaria de Belgrado en el centro belgradense tenía características de la arquitectura modernista, con influencia evidente de arquitectura académico también.
El vestíbulo de la entrada fue pintado por el famoso pintor decorativo, Dragutin Inkiostri. En el año 1926- 1927 se añadieron dos pisos por el proyecto de arquitecto Samuel Sumbul, lo que no cambió de forma significativa la apariencia primaria del edificio. La importancia del edificio radica en el hecho de que se trata de uno de los arquitectos más famosos de Belgrado y que da testimonio de la personalidad del inversor que dejó en herencia en Belgrado unas construcciones arquitectónicas de gran valor. 
El arquitecto Antonovic fundó una oficina privada a finales del siglo XIX y trabajó en ella hasta su muerte. Él fue uno de los primeros arquitectos serbios que tuvo su oficina privada. Después de Primera Guerra Mundial Antonovic se dedicó a obras de pavimento de adoquines y a la decoración de las calles, siguiendo trabajando en el diseño de edificios. Al principio de su carrera diseñó la escuela primaria de Palilula y el complejo de Hospital Estatal. Después diseñaba mayormente unos edificios residenciales privados. Entre los edificios de oficinas diseñó también el estudio fotográfico, de Milan Jovanovic, y los inversores de sus edificios de oficinas y viviendas eran compañías de seguros, personas físicas y una asociación cultural.

## Dimitrije Zivadinovic
Dimitrije Zivadinovic fue el suegro del general y mariscal del corte noble del rey Alejandro I de Yugoslavia, Aleksandar Dimitrijevic. Aparte de la casa en la calle Gracanicka, Dimitrije levantó un edificio de dos pisos en la esquina de las calles Uskocka y Knez Mihailova, en el que fue trasladada una tienda. La construcción mencionada, la compró más tarde comerciante de Belgrado, Vlada Mitic, y después de La Segunda Guerra Mundial pertenecía a los grandes almacenes “Beograd”.